# (4465) Rodita
(4465) Rodita es un asteroide perteneciente al cinturón de asteroides, descubierto el 14 de octubre de 1969 por Bela Burnasheva desde el Observatorio Astrofísico de Crimea (República de Crimea).

## Designación y nombre
Designado provisionalmente como 1969 TD5. Fue nombrado Rodita en homenaje a la escritora y crítica soviética Tatjana Mihajlovna Rodina.

## Características orbitales
Rodita está situado a una distancia media del Sol de 2,438 ua, pudiendo alejarse hasta 2,758 ua y acercarse hasta 2,118 ua. Su excentricidad es 0,131 y la inclinación orbital 3,287 grados. Emplea 1390 días en completar una órbita alrededor del Sol.

## Características físicas
La magnitud absoluta de Rodita es 13,6. Tiene 10,157 km de diámetro y su albedo se estima en 0,075.